# Archytas pernox
Archytas pernox là một loài ruồi trong họ Tachinidae.